# Eyes Set To Kill (альбом)
Eyes Set to Kill — шестой студийный альбом американской металкор-группы Eyes Set to Kill, выпущенный 16 февраля 2018 года на лейбле Century Media Records. В марте 2017 года группа выпустила Break как первый сингл альбома.

## Список композиций
| №   | Название               | Длительность |
| --- | ---------------------- | ------------ |
| 1.  | «Burn Down»            | 0:53         |
| 2.  | «Die Trying»           | 3:36         |
| 3.  | «Not Sorry»            | 3:46         |
| 4.  | «Break»                | 3:09         |
| 5.  | «Survive»              | 3:15         |
| 6.  | «Never Forget»         | 3:36         |
| 7.  | «Saved You with a Lie» | 3:26         |
| 8.  | «Devastated»           | 4:02         |
| 9.  | «Letting Go»           | 3:45         |
| 10. | «Drift Away»           | 3:18         |
| 11. | «Misery»               | 3:08         |
| 12. | «Voices»               | 2:46         |
| 13. | «Who We Used to Be»    | 2:58         |

## Позиции в чартах
| Чарт (2018)                            | Позиция |
| -------------------------------------- | ------- |
| США (Billboard Top Heatseekers Albums) | 22      |